# 29427 Oswaldthomas
29427 Oswaldthomas este un asteroid din centura principală de asteroizi.

## Descriere
29427 Oswaldthomas este un asteroid din centura principală de asteroizi. A fost descoperit pe 7 martie 1997 la Linz de Erich Meyer. Asteroidul prezintă o orbită caracterizată de o semiaxă mare de 2,19 ua, o excentricitate de 0,08 și o înclinație de 5,2° în raport cu ecliptica.